# Нордвестштадт (Карлсруэ)
Нордвестштадт (нем. Nordweststadt) — район города Карлсруэ. Расположен в северо-западном направлении от центра города и граничит с городскими районами Нойройт на северо-востоке, Нордштадт на востоке, Вестштадт на юге, Мюльбург на юго-западе и Книлинген на северо-западе.

## История
Застройка района началась в 1907 году с Городской больницы Карлсруэ (Städtisches Klinikum Karlsruhe). Затем прибавились несколько казарм, которые сегодня используются сегодня в промышленных целях, в частности Технологическим институтом Карлсруэ, (западный институт, Akaflieg). Также здесь расположены Административный центр, конный институт Эгона фон Нойндорффа и здания Федерального гидротехнического управления.
В северной части района позднее были построены жилые кварталы. На участке земли, расположенном в области бывшего рукава реки Рейн, имеются сады и спортивные сооружения, в том числе заброшенный стадион Карлсруэ ФФ
(Karlsruher FV). В северной части также расположены Государственное управление по охране окружающей среды, измерений и природы Баден-Вюртемберга (LUBW), штаб-квартира производителя косметики L’Oréal и Академия образования Торговой палаты.

## Образование
в Нордвестштадте находятся следующие общеобразовательные учреждения:
- Гимназия Гумбольдта
- Начальная школа и старшая ступень средней школы Вернера фон Сименса
- Реальное училище Реннбукель (Rennbuckel-Realschule)

## Церкви
В районе находятся следующие церкви:
- Католические церкви Св. Конрада и Св. Матфия
- Евангелическая церковь Св. Якоба
- Русское собрание пятидесятников «Иисус для всех народов»